# Vida de San Francisco (Lima)
La Serie pictórica sobre la vida de San Francisco de Asís es una colección de pinturas de diversos autores sobre la vida de San Francisco de Asís que se encuentra ubicada en el claustro mayor del Convento de San Francisco de Lima, Perú

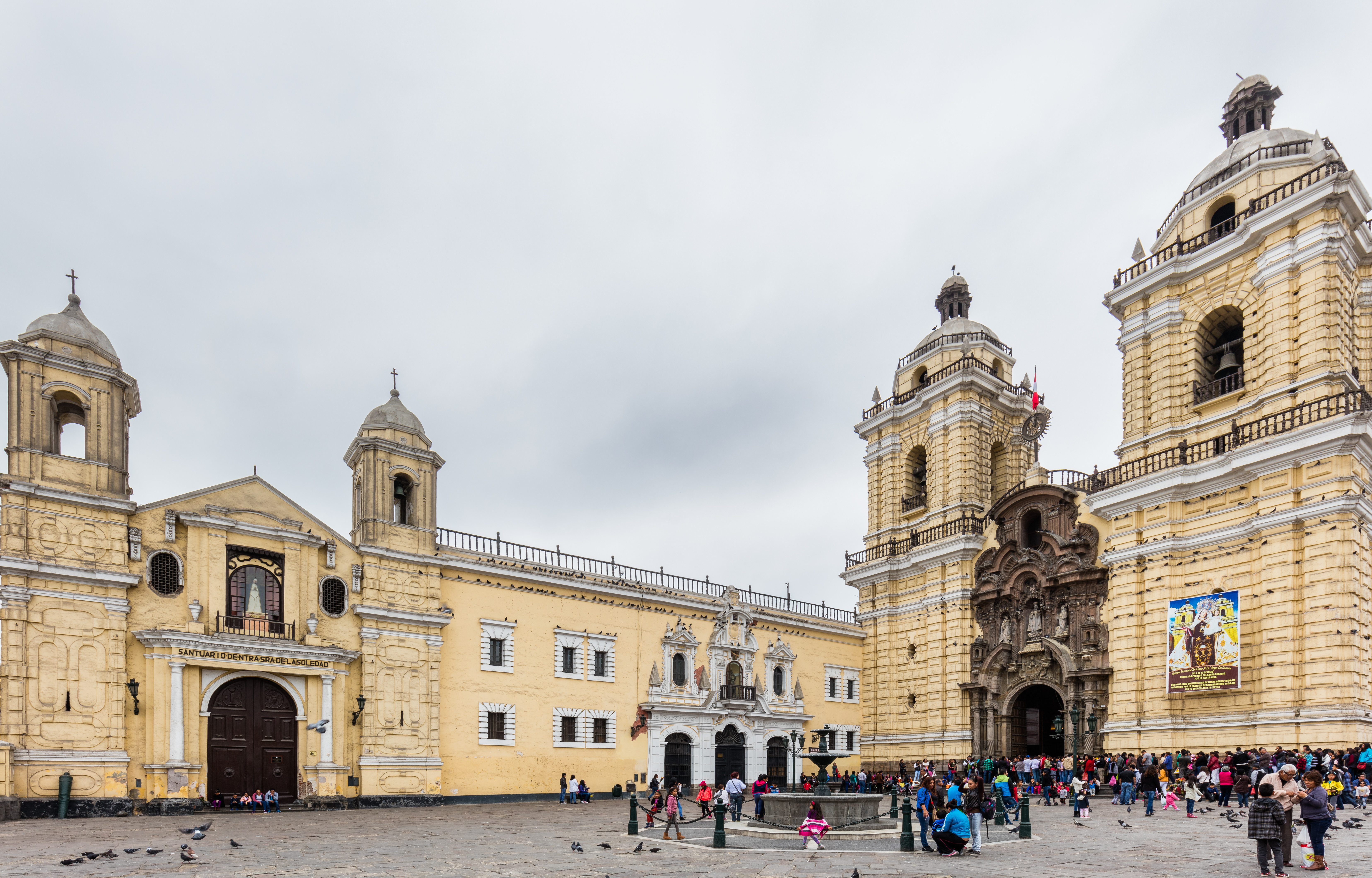
Iglesia de San Francisco de Lima, en cuyo convento se encuentran las pinturas.

Consta de 36 lienzos realizados por Francisco Escobar, Diego de Aguilera, Andrés de Liébana y Pedro Fernández de Noriega.
Entre los que destacan:
- Prefiguración de San Francisco, (Escobar)
- Nacimiento de San Francisco, (Escobar)
- San Francisco partiendo a la guerra, (Escobar)
- Encuentro con el leproso, (Escobar)
- San Francisco predicando a las aves y frailes, (Aguilera)
- San Francisco en el carro de fuego, (Aguilera)
- Cena de San Francisco, (Liébana)
- San Francisco ante el sultán, (Liébana)
- Tentaciones de la cortesana, (Liébana)
- Lluvia de rosas, (Fernández de Noriega)
- San Francisco recibiendo los estigmas, (Fernández de Noriega)

Del pintor Francisco Escobar son también los cuadros de la Cofradía de ánimas de la Catedral de Lima, diez lienzos y un retablo para el hospital de San Diego en Barrios Altos, de los cuales hoy solo existen los documentos fechados en 1672, descubiertos por el historiador peruano Lohman Villena.
Por otro lado, de Diego de Aguilera se sabe también que pertenecen a su pincel la Serie de los doce apóstoles y patriarcas, encargados por el Monasterio de Santa Catalina de Lima en 1669. Igualmente se han hallado documentos que dicen que las pinturas de las paredes y bóvedas del Convento de Santo Domingo de Lima, fueron refrescadas en 1666.
- Datos: Q6161650